# Standortübungsplatz Mellrichstadt
Standortübungsplatz Mellrichstadt este o arie protejată (arie de protecție specială avifaunistică — SPA) din Germania întinsă pe o suprafață de 229 ha, integral pe uscat.

## Localizare
Centrul sitului Standortübungsplatz Mellrichstadt este situat la coordonatele 50°24′01″N 10°15′22″E / 50.4003°N 10.2561°E.

## Înființare
Situl Standortübungsplatz Mellrichstadt a fost declarat arie de protecție specială avifaunistică în septembrie 2006 pentru a proteja 6 specii de animale.

## Biodiversitate
Situată în ecoregiunea continentală, aria protejată nu include niciun habitat protejat.
La baza desemnării sitului se află mai multe specii protejate de  păsări (6): buha (Bubo bubo), ciocănitoare neagră (Dryocopus martius), capîntortură (Jynx torquilla), sfrâncioc roșiatic (Lanius collurio), sfrâncioc mare (Lanius excubitor excubitor), ciocârlie de pădure (Lullula arborea).